# Померанцевое масло
Помера́нцевое ма́сло, или Апельси́новое го́рькое ма́сло (лат. Anisi calami) — эфирное масло, получаемое из измельчённой кожуры зрелых плодов Померанца (Citrus aurantium), произрастающего на юге Франции, в Америке, Африке, Испании, Италии и других странах.

## Свойства
Померанцевое масло — оранжевая или оранжево-красная жидкость с запахом плодов померанца и горьким вкусом.
| {\displaystyle {\mbox{d}}_{4}^{20}} | {\displaystyle [{\mbox{n}}]_{\mbox{D}}^{20}} | {\displaystyle [\alpha ]_{\mbox{D}}^{20}} | ЛД50, г/кг                                    |
| ----------------------------------- | -------------------------------------------- | ----------------------------------------- | --------------------------------------------- |
| 0,845 — 0,852                       | 1,472 — 1,476                                | +96,5° — +98,5°                           | > 5 крысы (перорально) > 10 кролики (накожно) |

Растворимо в этаноле (1:0,5-1), бензилбензоате, диэтилфталате, в растительных и минеральных маслах; плохо растворимо в пропиленгликоле, нерастворимо в воде и глицерине.
Неустойчиво к действию сильных кислот и щелочей, на воздухе окисляется, приобретая запах скипидара.

## Состав
В состав масла входят мирцен, (+)-лимонен, γ-терпинен, фелландрен, α- и β-пинены, камфен, 3-карен, сабинен, α- и β-копаены, α- и β-илангены, γ-кадинен, валенсен, α- и β-гумулены, кариофиллен, фарнезен, цитронеллол, линалоол, нерол, гераниол, α-терпинеол, терпинен-4-ол; алифатические неразветвлённые альдегиды состава С7 — С12, транс-2-гексеналь, 2-додеценаль, цитронеллаль, гераниаль, нераль, α- и β-синенсали; карвон, нооткатон и другие компоненты.

## Получение
Получают из измельчённой кожуры зрелых плодов путём прессования без нагревания.
Основные производители — Франция, Италия, США.

## Применение
Применяют при изготовлении алкогольных и безалкогольных напитков, кондитерских изделий, как компонент парфюмерных композиций и отдушек для косметических изделий.